# Fábio Vieira
Fábio da Rocha Vieira (sinh ngày 12 tháng 6 năm 1991) là một cầu thủ bóng đá người Bồ Đào Nha thi đấu cho Freamunde ở vị trí tiền vệ.

## Sự nghiệp bóng đá
Vào ngày 9 tháng 11 năm 2014, Vieira có màn ra mắt cho Vitória Guimarães B trong trận đấu tại Giải bóng đá hạng nhất quốc gia Bồ Đào Nha 2014–15 trước Tondela.